# Bahnhof Naarden-Bussum
Der Bahnhof Naarden-Bussum ist der größte Bahnhof des niederländischen Ortes Bussum, einem Ortsteil von Gooise Meren. Er liegt an der Grenze zum Ortsteil Naarden. Der Bahnhof wird täglich von 8815 Personen (2024) genutzt. Er ist zentraler Knotenpunkt im städtischen ÖPNV.

## Geschichte
Der erste Bahnhof wurde am 10. Juni 1874 mit der Bahnstrecke Amsterdam–Zutphen eröffnet. Das aktuelle Bahnhofsgebäude, entworfen von H.G.J. Schelling, wurde 1926 eröffnet. Der noch heute existierende Mittelbahnsteig stammt aus dem Jahr 1917. Das heutige Gebäude hat keine Biegungen, nur gerade Formen. Der Stil kann als kubistischer Expressionismus bezeichnet werden. Die Form ist asymmetrisch. Die Halle dominiert das Gesamte, sowohl außen als auch innen.
Der Bahnhof war bis zum 1. August 1958 auch der Endpunkt für die Straßenbahnlinie nach Huizen.
Auf der Nordseite des Bahnhofs, an der Ortsteilgrenze zwischen Bussum und Naarden, ist eine der letzten nicht-automatisch betriebenen Bahnschranken.

## Zukunft
Der Bahnhof Naarden-Bussum soll im Zuge eines Umbaus der Gleisanlagen in der Gemeinde Gooise Meren modernisiert werden. Hierfür soll die Anzahl der Gleise am Bahnhof von fünf auf zwei reduziert werden. Aus diesem Grund soll der heutige Mittelbahnsteig an den Gleisen 2 und 3 zu einem Seitenbahnsteig umgebaut werden. Durch den Rückbau von drei Gleisen entsteht an der Westseite des Bahnhofes Platz, der für einen P+R-Parkplatz, einen Fahrradparkplatz sowie einen neuen Eingang genutzt werden soll. Außerdem soll das als Rijksmonument denkmalgeschützte Bahnhofsgebäude renoviert werden, um im alten Glanz zu erstrahlen.

## Streckenverbindungen
Im Jahresfahrplan 2022 halten folgende Linien am Bahnhof Naarden-Bussum:
| Zugtyp   | Linienverlauf                                                                                         | Frequenz                                    |
| -------- | --- | ------------------------------------------- |
| Sprinter | Utrecht Centraal – Hilversum – Naarden-Bussum – Almere Centrum                                        | halbstündlich (fährt nicht abends)          |
| Sprinter | Utrecht Centraal – Hilversum – Naarden-Bussum – Weesp – Amsterdam Zuid – Schiphol Airport – Hoofddorp | halbstündlich (fährt nicht nach 20 Uhr)     |
| Sprinter | Almere Centrum – Naarden-Bussum – Hilversum – Utrecht Centraal                                        | halbstündlich (fährt ausschließlich abends) |
| Sprinter | Amersfoort Vathorst – Amersfoort Centraal – Hilversum – Naarden-Bussum – Weesp – Amsterdam Centraal   | halbstündlich                               |